# Ludwig von Starhemberg

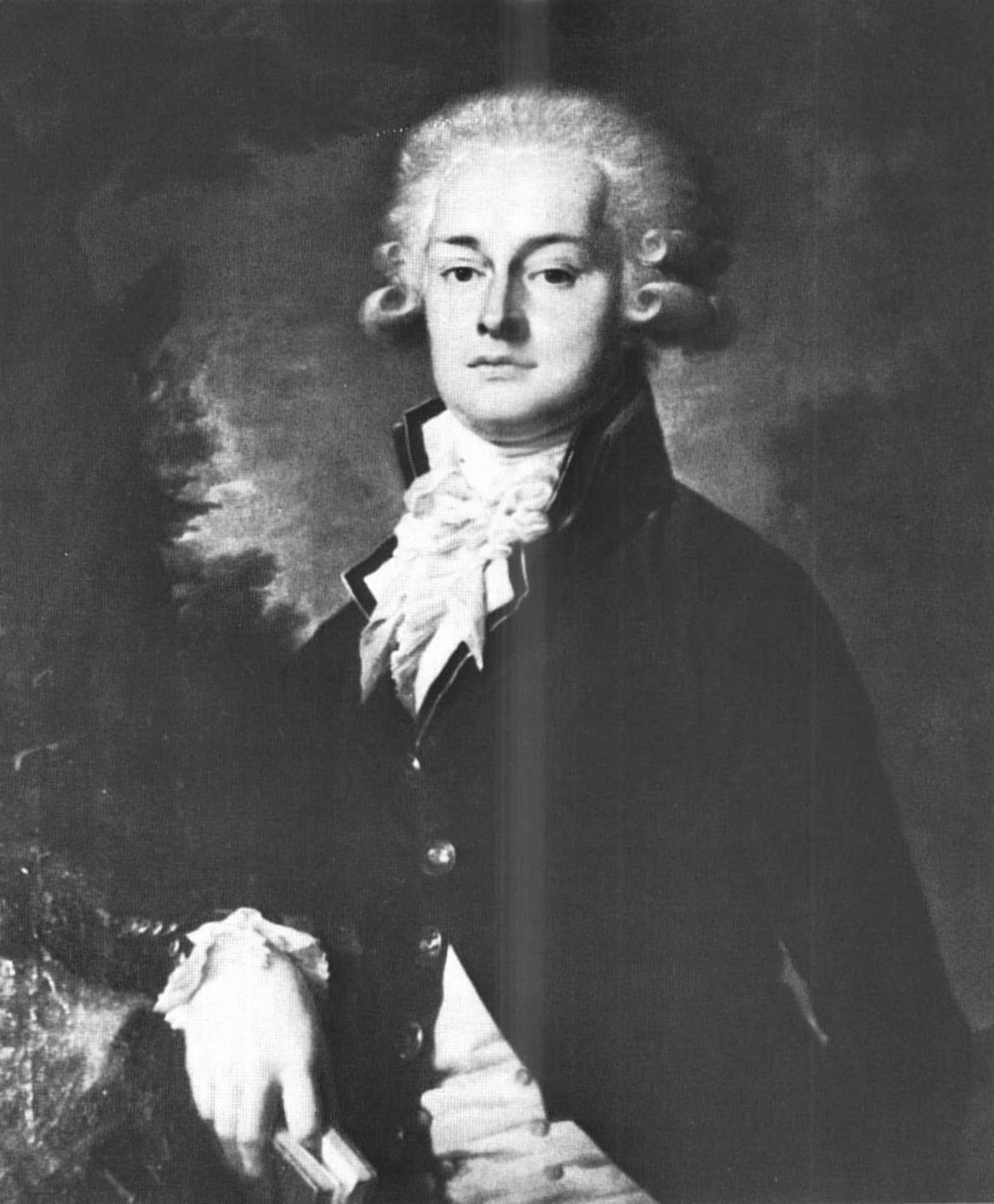
Fürst Ludwig von Starhemberg, Porträt eines unbekannten Malers

Fürst Ludwig von Starhemberg, vollständiger Name Ludwig Joseph Maximilian von Starhemberg (* 12. März 1762 in Paris; † 2. September 1833 in Dürnstein, Niederösterreich), seit 1807 der 2. Fürst von Starhemberg, war ein österreichischer Diplomat und seit 1802 Ritter des Ordens vom Goldenen Vlies.

## Leben

### Herkunft und Jugend
Ludwig von Starhemberg war der Sohn des Fürsten Georg Adam Starhemberg, des österreichischen Botschafters am Hofe Ludwig XV. und dessen zweiter Frau Franziska von Salm-Salm. Sein Pate war der französische König höchstpersönlich.

### Jugend und Erziehung
Ludwig von Starhemberg verbrachte den größten Teil seiner Jugend in Brüssel, wohin sein Vater als bevollmächtigter Minister berufen wurde. Ludwig wurde schon früh in die Gesellschaft eingeführt und erhielt eine sorgfältige Erziehung, zu der die Erlernung der klassischen Sprachen Griechisch und Latein ebenso gehörte wie Mathematik, Physik, Geschichte, Philosophie, Religion und auch eine gediegene körperliche Schulung.
Seine ihm 1781 in Brüssel angetraute Gattin Marie Luise Franziska, Tochter des Feldmarschalls Herzog Karl Maria Raimund von Arenberg, entstammte dem belgischen Hochadel. Im Jahr 1786 übersiedelte er nach Wien.
Der ältere Bruder seines Vaters, Graf Ernst von Starhemberg, war kinderlos verstorben. Drei Jahre zuvor hatte dieser seinem jüngeren Bruder Georg Anton, Ludwigs Vater, seine Ländereien gegen eine hohe Leibrente abgetreten. Zu diesen gehörten die Herrschaften Schaunberg, Eferding und Wagenberg in Oberösterreich.
In Wien trat er der Freimaurerloge Zur Neugekrönten Hoffnung bei, welcher auch Emanuel Schikaneder und Wolfgang Amadeus Mozart angehörten.

### Berufliche Karriere
Die diplomatische Karriere des jungen Grafen und späteren Fürsten Ludwig begann in Russland, in St. Petersburg, später war er in Haag, in den Vereinigten Niederlanden und hatte schließlich ihren Höhepunkt als Botschafter in London. Das Ziel seiner Politik bestand darin, Großbritannien militärisch und finanziell als Partner zu den Großmächten Österreich, Preußen und Russland gegen das napoleonische Frankreich zu bekommen. Aufgrund der hohen Lebens- und Repräsentationskosten geriet er in eine schwere Finanzkrise mit hohen Schulden.
Als er 1808 nach Österreich zurückkam, beendete er als Herr von Eferding einen jahrelangen Streit zwischen Herrschaft und Bürgerschaft, indem er ein großartiges Fest für alle Bauern und Bürger abhielt. Dabei bezeichnete er sich selber nicht als Herr, sondern als Vater und Freund. Seine beiden jüngsten Kinder mussten bei diesem Fest in Eferdinger Bauerntracht auftreten.
Nach weiteren beruflichen Aufenthalten in London und letztendlich Turin zog er sich völlig ins Privatleben zurück, wobei er zeitweilig in Eferding und zeitweilig bei seiner in Weinberg und Schwertberg lebenden Tochter lebte.
Er starb 1833 auf seinem Wachauer Schloss in Dürnstein.

## Familie
Am 21. September 1781 heiratete Starhemberg die Prinzessin Maria Louise d'Arenberg (* 29. Januar 1764; † 1. März 1838). Das Paar hatte mehrere Kinder:
- Marie Ernestine (* 8. Oktober 1782; † 31. August 1832) ⚭ 1807 Friedrich August de Beaufort-Spontin (* 14. September 1751; † 22. April 1817)
- Georg Adam (II.) (* 1. August 1785; † 7. April 1860), 3. Fürst von Starhemberg ⚭ 1842 Prinzessin Aloisia von Auersperg (* 17. April 1812; † 16. November 1891)
- Franziska Anna Marie (* 6. Januar 1787; † 21. Dezember 1864) ⚭ 1803 Graf Stephan Zichy von Zich und Vásonkeö (* 13. April 1780; † 8. Juni 1833)
- Leopoldine Georgine Marie Louise (* 29. Dezember 1793; † 15. November 1859) ⚭ 1816 Graf Joseph Franz von Thürheim (* 15. Mai 1794; † 8. September 1832)
- Georg Friedrich Ludwig (* 22. Januar 1801; † 24. März 1834) ⚭ 1828 Gräfin Valérie de Beaufort-Spontin (* 11. Oktober 1811; † 8. Januar 887)